# Бишандас
Бишандас (на урду: بشن داس) е индийски художник.
За живота му е известно съвсем малко. Той е племенник на художника Нанха и от името му изглежда, че е индуист. Работи като придворен художник на моголския владетел Джахангир, управлявал от 1569 до 1627 година, който го определя като „без съперници в изкуството на портрета“. През 1613 година е изпратен на мисия в Иран, където рисува протрети на шах Абас I Велики и други високопоставени лица и прави толкова силно впечатление, че остава да работи там до 1620 година. След завръшането си е награден от Джахангир със слон.
- Портрет на раджата на Джодхпур Сур Сингх, шурей на Джахангир[2]
- Шейх Пхул в отшелническото си жилище, около 1610 г.
- Раждането на принц, около 1610 – 1615 г., илюстрация в автобиографията на Джахангир
- Нур Джахан с протрет на съпруга си Джахангир, около 1627 (детайл)
- Мъдрецът Васищха поздравява боговете Шива и Парвати, около 1602 г.